# New Zealand Open 2000
Die New Zealand Open 2000 im Badminton fanden Ende August 2000 statt.

## Sieger und Platzierte
| Disziplin    | Gold                            | Silber                             | Bronze                              |
| ------------ | ------------------------------- | ---------------------------------- | ----------------------------------- |
| Herreneinzel | Geoffrey Bellingham             | Nick Hall                          | Hideki Furukawa                     |
| Herreneinzel | Geoffrey Bellingham             | Nick Hall                          | John Gordon                         |
| Dameneinzel  | Rhona Robertson                 | Yuan Gao                           | Katarzyna Krasowska                 |
| Dameneinzel  | Rhona Robertson                 | Yuan Gao                           | Miyo Akao                           |
| Herrendoppel | John Gordon Daniel Shirley      | Robert Blair Russell Hogg          | Geoffrey Bellingham Chris Blair     |
| Herrendoppel | John Gordon Daniel Shirley      | Robert Blair Russell Hogg          | Alastair Gatt Craig Robertson       |
| Damendoppel  | Masami Yamazaki Keiko Yoshitomi | Rhonda Cator Amanda Hardy          | Yuan Gao Sandra Watt                |
| Damendoppel  | Masami Yamazaki Keiko Yoshitomi | Rhonda Cator Amanda Hardy          | Tammy Jenkins Rhona Robertson       |
| Mixed        | Peter Blackburn Rhonda Cator    | Chris Blair Sara Runesten-Petersen | Geoffrey Bellingham Rhona Robertson |
| Mixed        | Peter Blackburn Rhonda Cator    | Chris Blair Sara Runesten-Petersen | Byron Smith Nicole Gordon           |